# 贝宁人民革命党
贝宁人民革命党（法語：Parti de la Révolution Populaire du Bénin，缩写为PRPB）是贝宁人民共和国的执政党和唯一合法政党，与贝宁人民共和国同时于1975年11月30日成立。1976年5月召开非常代表大会，通过了党纲、党章和党的总路线，宣称贝宁人民革命党是以马克思列宁主义原则为指导的、工人阶级和所有劳动者的先锋党。最近目标是完成民族民主革命任务，长远目标是实现社会主义。党纲规定，贝宁革命分三个阶段：1、民族革命阶段，目标是推翻帝国主义对贝宁的统治，巩固政治独立，建立各级人民民主政权；2、人民民主革命阶段，国家控制主要经济部门，进行土地改革，组织农业合作社；3、社会主义革命阶段，实现生产资料公有化，建立无产阶级专政。该党长期以来是贝宁唯一的政党，党的主席马蒂厄·克雷库即贝宁总统。在东欧剧变及国内反对派势力的冲击下，1989年12月7日，党中央宣布马列主义不再是指导思想，放弃社会主义道路。1990年3月，实行多党制，并建立以反对派人士尼塞福尔·索格洛为首的排除贝宁人民革命党的政府。同年，该党自行解散，其成员另组进步力量联盟。1991年3月，索格洛取代克雷库成为贝宁总统。
贝宁人民革命党的最高权力机关是代表大会，大会选举中央委员会和政治局。党报是《革命报》。